# Grange-Batelière (rivière)
Pour les articles homonymes, voir Grange-Batelière.
La rivière de  la Grange-Batelière est un cours d’eau  mythique qui passerait sous la rue de la Grange-Batelière à proximité de l’ancienne ferme éponyme.  Cette croyance est due à ce nom évocateur de navigation qui est la déformation  de « grange Bataille » ou de  «grange bataillée » d’origine incertaine,  provenant peut-être d’un terrain proche où se disputaient des courses de chevaux  ou de batailles qui s’y seraient déroulées au Moyen-Âge.
Ce mythe correspond cependant à une part de réalité. En effet, la Ferme de la Grange-Batelière était située sur une légère éminence au milieu du large méandre du bras préhistorique de la Seine qui s’étend de l'actuel pont d'Austerlitz à celui de l'Alma en passant par les environs de la place de la République et du quartier de l’Opéra. Cette zone marécageuse inondée lors des crues était parcourue par le ru de Ménilmontant, alimenté par des sources sur les collines de Belleville et de Ménilmontant. Au cours du Moyen Âge, ces  marais furent drainés pour créer  une ceinture de cultures maraichères au nord de Paris par régularisation de ce ruisseau qui divaguait auparavant en plusieurs bras. Dès cette époque, ce petit cours d’eau qui passait au nord de la grange batelière devint le réceptacle de la plupart des égouts de la rive droite, notamment celui de la rue du Faubourg-Montmartre qui s'y déversait à proximité. Cet égout à ciel ouvert fut restauré en 1740 puis recouvert  à partir de 1760.  Les rues Richer et de Provence ont été créées à son emplacement. Cet égout, remplacé au milieu du XIXe siècle par un nouveau réseau, est à sec depuis cette époque et ne passe pas précisément sous la rue de la Grange-Batelière. 
Cette rivière est parfois confondue avec le lac souterrain de l'Opéra de Paris. L'émission Des racines et des ailes diffusée sur  France 3 le 10 novembre 2010 et ayant pour sujet « Paris vu des toits », indique que les bassins d'eau, naturellement remplis par la nappe phréatique, ont été créés dès l'origine par l'architecte Charles Garnier pour alourdir la partie de l'Opéra qui est au-dessus des bassins. En effet, cette partie correspond au grand volume évidé qui surplombe la scène et qui, étant moins massive que les parties avant et arrière de l’Opéra l'enserrant, aurait risqué de subir un phénomène de surrection. 
Il est fait référence à la Grange-Batelière dans le film La Grande Vadrouille, lors de la fuite sous l'Opéra et dans le tome 5 des "Rois maudits" de Maurice Druon : "La Seine était entièrement prise par les glaces ; on traversait à pied ses petits affluents, tel le ruisseau de la Grange Batelière"